# ラザロの復活 (プレーティ)
『ラザロの復活』（ラザロのふっかつ、伊: La Risurrezione di Lazzaro、英: The Raising of Lazarus）は、イタリア・バロック期の画家マッティア・プレーティが1655-1660年にキャンバス上に油彩で描いた絵画である。プレーティがローマでの滞在を終え、北イタリアを旅行した後のナポリ滞在時代に制作された。ファン・デン・エイデン (van den Eyden) のコレクションにあった作品で、1910年に購入されて以来、ローマのバルベリーニ宮国立古典絵画館に所蔵されている。

## 作品
本作の主題である「ラザロの復活」は、絵画において最もよく表現された主題の1つである。また、『新約聖書』中でイエス・キリストが起こしたとされる3人の死者の復活のうちの1つであり、かつ最も重要なものである。
「ヨハネによる福音書」 (11:38-44) によれば、ベタニアに住んでいたラザロはマリアとマルタの兄弟で、ある時、病に冒されてしまう。キリストと親しかったマルタとマリアは急いで彼に病状を伝えたが、彼が到着した時にはラザロが息を引き取り、埋葬されてからすでに4日がたっていた。人々はキリストが各地で起こした奇跡を知っていたものの、死者を復活させるのは無理だろうと話していた。しかし、キリストは、マルタに「あなたの兄弟はよみがえる。信仰があれば肉体が死んでも生きるのだ。あなたは信じるか」と問う。マルタは「信じます」と答える。マルタをともなってラザロの墓へと向かったキリストは、墓石をどけさせると「出てきなさい」と声をかけた。すると棺桶の中から布に巻かれたままのラザロが出てきた。
キリストとラザロの関係は、ラザロの身体に注ぐキリストの言葉の方向と力を象徴する強い光によって強調されている。周囲では立会人が驚嘆し、出来事が信じられない。ラザロの背後には、悪臭のため鼻を覆う人物がおり、死の現実と復活の真実を感覚的に証言している。左側のマリアは兄弟のラザロの脚に触れようとしており、あたかも鑑賞者と奇跡の経験を感覚的に共有しようとするかのようである。
本作が制作された時期に、プレーティは自然主義が浸透していたナポリの芸術的環境に触れた。ナポリにおいて彼は自身を形成したローマの芸術様式を再考察し、様々な経験を融合させて、芸術的円熟期を迎えることとなった。本作の画面はモニュメンタルな構図を持ち、光を統制している。強い明暗の対比は物語の律動と一致している。